# Quilenda
Quibala és un municipi de la província de Kwanza-Sud. Té una extensió de 1.604 km² i 92.364 habitants. Comprèn les comunes de Quilenda i Quirimbo. Limita al nord amb el municipi de Quiçama, a l'est amb els municipis de Quibala i Ebo, al sud amb el municipi d'Amboim, i a l'oest amb el de Porto Amboim. Fou creat com a municipi en 1965.